# 성리하오
성리하오(중국어: 盛李豪, 병음: Shèng Liǐháo, 한자음: 성리호, 2004년 12월 4일~)는 중화인민공화국의 사격 선수로 주 종목은 소총이다. 2020년 하계 올림픽 10m 공기소총 개인전에서 은메달을 획득했으며 2024년 하계 올림픽 10m 공기소총 개인전과 혼성전 금메달을 획득했다.